# South Kensington (film)
Pour les articles homonymes, voir South Kensington (homonymie).
Pour plus de détails, voir Fiche technique et Distribution.
South Kensington est une comédie romantique britanno-italienne réalisée par Carlo Vanzina et sortie en 2001.

## Synopsis
Nick Brett vit dans une demeure londonienne luxueuse, mais en raison de ses dettes, il est obligé de louer les pièces de la maison à des gens. Antonio Pinardi arrive à Londres depuis Positano pour étudier l'anglais et loue une des chambres de Nick. En plus d'Antonio, Francesco, un employé dans une importante banque londonienne, habite également dans la maison.

## Fiche technique
Sauf indication contraire, les informations mentionnées dans cette section peuvent être confirmées par la base de données cinématographiques IMDb,  présente dans la section « Liens externes ».
- Titre original italien et anglais : South Kensington[1]
- Réalisation : Carlo Vanzina
- Scenario : Carlo Vanzina, Enrico Vanzina
- Photographie :	Claudio Zamarion (it)
- Montage : Luca Montanari (it)
- Musique : Flavio Ibba
- Décors : Tonino Zera (it)
- Effets spéciaux : Claudio Napoli
- Costumes : Daniela Ciancio
- Production : Carlo Nasi
- Société de production : Medusa Film, Kensington Productions, Filmtel, Tele+
- Pays de production :  Italie -  Royaume-Uni
- Langue originale : italien
- Format : Couleur - Son stéréo - 35 mm
- Durée : 110 min (1 h 40[1])
- Genre : Comédie romantique
- Dates de sortie :
  - Italie : 17 décembre 2001

## Distribution
- Rupert Everett : Nick Brett
- Elle Macpherson : Camilla Fox
- Enrico Brignano : Francesco
- Giampaolo Morelli : Antonio
- Naike Rivelli : Ilaria
- Giuseppe De Rosa : Le père d'Antonio
- Nunzia Schiano : La mère d'Antonio
- Judith Godrèche : Susanna
- Max Pisu : Massimo
- Sienna Miller : Sharon
- Debbie Flett : Kim
- Vic Tablian : Mobarack, le président de la banque
- Linda Cerabolini : Beatrice
- Monica Carmen Comegna : Benedetta
- Zuleica Dos Santos : Gabriela
- Jean-Claude Brialy : Ferdinando
- Rachel Lumberg : Leila
- Valentina Pace : Giulia
- Raffaele Vannoli : Kiki, la cousine de Francesco
- Dado Coletti : Matteo
- Eleonora Benfatto : Fabiana
- Paolo Jannacci : Luca
- Zuleica dos Santos : Gabriela